# Helen Humes
Pour les articles homonymes, voir Humes.
Helen Elizabeth Humes née le 23 juin 1913 à Louisville, dans le Kentucky, morte le 9 septembre 1981 à  Santa Monica, dans l'État de Californie, est une chanteuse de blues, de jazz et de rhythm and blues américaine. 

## Biographie
Helen Humes a appris le piano, l'orgue et le chant au sein de son église. À ses quatorze ans, en 1927, elle est repérée par le guitariste de blues Sylvester Weaver, qui l'emmène à Saint-Louis dans le Missouri pour des sessions d'enregistrement ; elle grave une dizaine de morceaux dont certains avec le bluesman Lonnie Johnson,.
Helen Humes arrive dans les années 1930 à New York. En 1937, elle enregistre avec l’orchestre d’Harry James. Elle est ensuite chanteuse dans le big band de Count Basie. Elle participe avec lui au fameux concert From Spirituals to Swing organisé en 1938 par John Hammond au Carnegie Hall.

Après la Seconde Guerre mondiale, installée en Californie, elle rejoint le mouvement du rhythm and blues, en pleine explosion sur la côte ouest[Quoi ?] [réf. nécessaire]. 
Elle enregistre pour Savoy Records et surtout pour Philo, qui devient bientôt Aladdin Records, label sur lequel est publié l’un de ses plus grands succès, Be Baba Leba. Elle continue sa carrière discographique chez Mercury, Discovery puis Modern[réf. nécessaire].
À la fin des années 1950, elle revient vers le jazz et enregistre pour Contemporary Records. Elle y est notamment accompagnée par Shelly Manne[réf. nécessaire].
À la fin de sa vie, Helen Humes se produisait toujours sur scène[réf. nécessaire].
Elle décède des suites d'un cancer à l'âge de 68 ans.
Helen Humes repose à l'Inglewood Park Cemetery (en) d'Inglewood en Californie.

## Discographie (sélection)

### Singles
- Be Baba Leba (Philo 105)
- Jumping On Sugar Hill (Mercury 8077)

### Albums
- 1959 : Tain't Nobody's Biz-Ness If I Do, label : Contemporary Records,
- 1961 : Songs I Like To Sing, label : Contemporary Records,
- 1961 : Swingin' With Humes, label : Contemporary Records,
- 1973 : Helen Comes Back, label : Black & Blue,
- 1974 : Sneaking Around, label : Black & Blue,
- 1975 : The Talk of the Town, label : Columbia Records,
- 1976 : Deed I do, label : Contemporary Records,
- 1979 : And the Muse All Stars, label : Muse Records,
- 1980 : Helen Humes, label : Muse Records,